# Via del Tritone
Via del Tritone è una strada urbana che collega largo Chigi e piazza di San Claudio con piazza Barberini, a Roma.
Importante arteria del centro storico romano, tra i rioni Colonna e Trevi, prende il nome dalla fontana del Tritone, posta al centro di piazza Barberini, celebre opera di Gian Lorenzo Bernini. La via fu realizzata con l'approvazione del Piano regolatore del 1883 che adottava il piano "Pianciani e Viviani" del 1873 e risultavano ultimati nel 1888, dopo l'annessione di Roma al Regno d'Italia e gli anni venti del Novecento, quasi contemporaneamente con l'allargamento di via del Corso. Per la sua realizzazione furono demoliti alcuni edifici tra i quali la piccola chiesa dei Santi Angeli Custodi., altri subirono sostanziali modifiche come Palazzo Poli.

## Palazzi
- Palazzo Alberoni
- Palazzo Cornaro

## Architetture religiose
- Chiesa di Santa Maria d'Itria di Roma

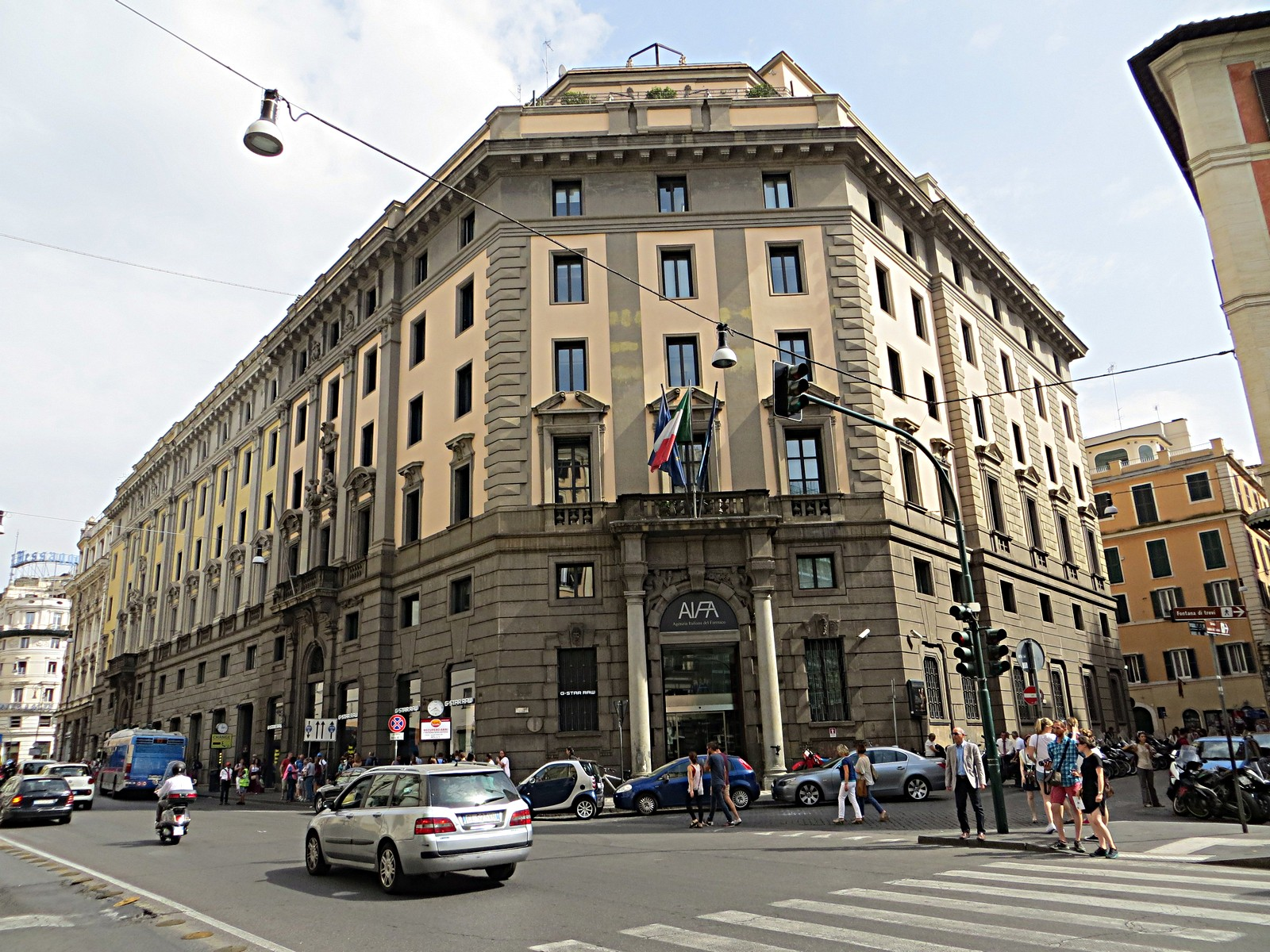
La sede dell'Agenzia italiana del farmaco in via del Tritone

- Chiesa di San Salvatore degli Arcioni